# Dulacia guianensis
Dulacia guianensis är en tvåhjärtbladig växtart som först beskrevs av Engler, och fick sitt nu gällande namn av Carl Ernst Otto Kuntze. Dulacia guianensis ingår i släktet Dulacia och familjen Olacaceae. Inga underarter finns listade i Catalogue of Life.